# Лаури-Корри, Армар, 3-й граф Белмор
Армар Лаури-Корри, 3-й граф Белмор (англ. Armar Lowry-Corry, 3rd Earl Belmore; 28 декабря 1801 — 17 декабря 1845) — ирландский дворянин и консервативный политик. Он носил титул учтивости — виконт Корри с 1802 по 1841 год.

## Происхождение и карьера
Родился 28 декабря 1802 года Грэнби-Роу, Дублин, Ирландия. Старший сын Сомерсета Лаури-Корри, 2-го графа Белмора (1774—1841), и его жены, лед Джулианы Батлер (1783—1861). Он получил образование в Крайст-Черч, Оксфордский университет, Оксфорд, Оксфордшир.
Армар Лаури-Корри заседал в Палате общин Великобритании от графства Фермана с 1823 по 1831 год. В 1832 году он был назначен главным шерифом графства Фермана.
18 апреля 1841 года после смерти своего отца Армар Лаури-Корри унаследовал титулы 3-го графа Белмора (Пэрство Ирландии), 3-го виконта Белмора (Пэрство Ирландии) и 3-го барона Белмора из замка Кул, графство Фермана (Пэрство Ирландии).

## Личная жизнь

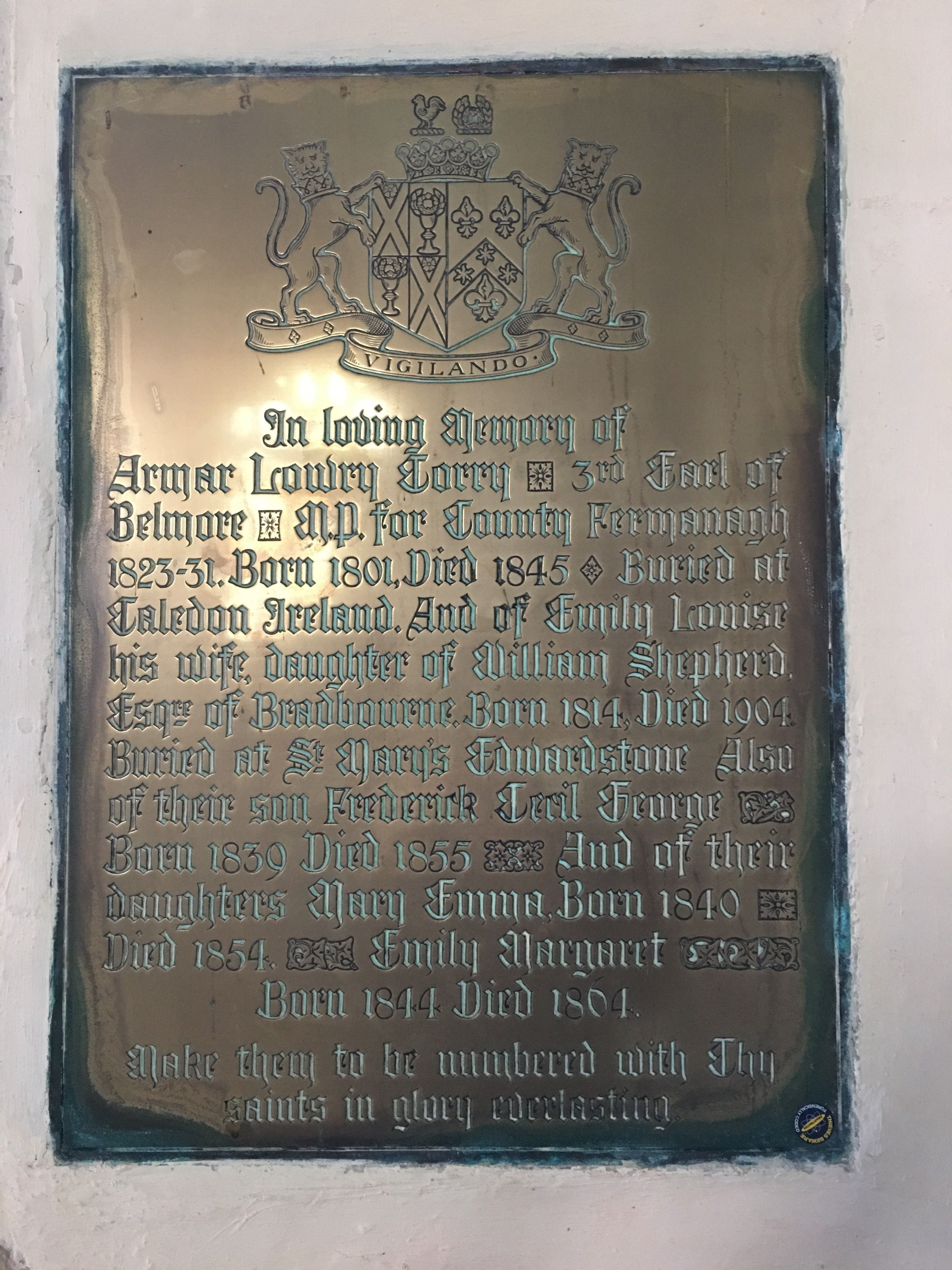
Мемориал Армару Лоури-Корри, 3-му графу Белмору, в церкви Святой Марии Девы, Эдвардстон

27 мая 1834 года в церкви Св. Георгия, Св. Джордж-стрит, Ганновер-сквер, Лондон, лорд Белмор женился на Эмили Луизе Шепард (3 мая 1814 — 3 января 1904), дочери Уильяма Шепарда и Энн Ловел Доусон, дочери Томаса Доусона. У супругов было шестеро детей:
- Сомерсет Лаури-Корри, 4-й граф Белмор (9 апреля 1835 — 6 апреля 1913), его старший сын и преемник.
- Адмирал Достопочтенный Армар Лаури-Корри (25 мая 1836 — 1 августа 1919), который в 1868 году женился на Джеральдин Кинг-Кинг (? — 1905), пятой дочери Джеймса Кинга Кинга из Стонтон-Парка, Херефорд, от его жена Мэри Кокрейн Маккензи, четвертой дочери Кеннета Фрэнсиса Маккензи и сестра Колина Маккензи (офицера индийской армии)
- Достопочтенный Фредерик Сесил Джордж Лаури-Корри (24 июня 1839 — 12 мая 1855)
- Достопочтенная Мэри Эмма Лаури-Корри (1840—1854)
- Достопочтенная Эмили Маргарет Лаури-Корри (1844—1864)
- Полковник Достопочтенный Генри Уильям Лаури-Корри (30 июня 1845 — 6 мая 1927), с 1876 года женатый на достопочтенной Бланш Эдит Вуд (? — 1921), дочери Чарльза Вуда, 1-го виконта Галифакса, и леди Мэри Грей, дочери Чарльза Грея, 2-го графа Грея.

Лорд Белмор скончался в замке Кул 17 декабря 1845 года в возрасте 43 лет и был похоронен в Каледоне в Северной Ирландии. Леди Белмор умерла в 1904 году в возрасте 90 лет и была похоронена в церкви Святой Марии в Эдвардстоне, Саффолк. В церкви им обоим установлен памятник.